# Calyptothecium nitidum
Calyptothecium nitidum är en bladmossart som beskrevs av Fleischer 1905. Calyptothecium nitidum ingår i släktet Calyptothecium och familjen Pterobryaceae. Inga underarter finns listade i Catalogue of Life.